# دای میرک (هزاره)
دای‌میرک یکی از قبایل بزرگ مردم هزاره می‌باشند اما در نتیجه ادغام با سایر قبایل کوچک گردیده‌است. هزاره‌های دای‌میرک که بیش‌تر شامل طوایف قوزی، ده‌مرده، خوجه‌احمد و ساکه در نهرین، طوایف خردی و ختای حدود ده هزار خانوار در دهنۀ غوری قلندر و گردی در جلگه، قوزی و ساکه در اندراب و از تمام طوایف دای‌میرک حدود ده هزار خانواده در پلخمری زیست دارند. دای‌میرک‌ها یکی از طوایف مقتدر و با نفوس هزاره‌ها در بغلان اند. رهبری دای‌میرک ها را در گذشته، در یک زمان صمدعلی خان ازباشی بر عهده داشت که از خان های قطغن بود. و بنابر باور خودشان نوادگان ترکان تخار اند.